# Ypthima fasciata
Ypthima fasciata är en fjärilsart som beskrevs av William Chapman Hewitson 1865. Ypthima fasciata ingår i släktet Ypthima och familjen praktfjärilar. Inga underarter finns listade i Catalogue of Life.